# Le Mystère Frontenac
Le Mystère Frontenac est un roman de François Mauriac publié en 1933 aux éditions Grasset.

## Écriture du roman
Ce roman est une œuvre en partie autobiographique que François Mauriac qualifie de « mémoires imaginaires ». Son écriture débute en juillet 1932 alors que le romancier vient de subir une importante épreuve physique avec le diagnostic et l'opération en mars d'un cancer du pharynx et se repose à Font-Romeu. Convalescent et se considérant encore en sursis, Mauriac décide d'écrire un roman qui soit « un hymne à la famille » à un moment de sa vie où, à peine sorti d'une nouvelle crise de questionnement religieux, il est entouré des siens et y trouve le réconfort.
Les titres des manuscrits de travail sont Frontenac, puis L'Union des branches - L'Emmêlement des branches - Les Branches confondues, avant que le roman ne prenne son titre définitif. Le Mystère Frontenac est publié pour la première fois en cinq feuilletons, par quinzaine, dans La Revue de Paris du 15 décembre 1932 au 15 février 1933 avant de paraître en intégralité aux éditions Grasset en 1933. Le roman est composé de 22 chapitres avec un extrait d'un poème de Maurice de Guérin mis en exergue.
En 1938, François Mauriac reprend le personnage d'Yves Frontenac dans la courte nouvelle Conte de Noël (parue dans le recueil Plongées) où il le met en scène de manière très autobiographique dans un récit de fin d'enfance.

## Résumé
Dans les années 1910 durant la Belle Époque, entre leurs maisons de Bordeaux et de Bourideys, les trois fils Frontenac, Jean-Louis, José et Yves, et leurs deux sœurs, Danièle et Marie, vivent une adolescence protégée entre leur mère Blanche, veuve, et leur oncle paternel Xavier Frontenac qui administre pour eux leurs biens et gère leurs rentes tirées de la vente du bois de merrain. La famille est unie par des liens mystérieux où tradition et respect du nom semblent guider l'essentiel de leurs relations. Si José "court les filles", Jean-Louis, l'aîné, est indécis dans la vie et hésite entre l'envie de poursuivre des études et l'obligation de prendre une place dans l'entreprise familiale. Cependant, en garçon sensible, il incite son plus jeune frère, Yves, dont il a subtilisé par jeu le cahier de poèmes qui l'ont touché, à tenter sa chance dans la carrière littéraire en les envoyant au Mercure de France qui contre toute attente les publie. La vocation d'écrivain d'Yves, ainsi flattée, est désormais tracée.
Les années passent. Jean-Louis s'est marié et a repris les affaires Frontenac où il développe son penchant de « patron social ». Yves est monté à Paris et mène une vie de jeune dandy en fréquentant les milieux littéraires et bourgeois ; il parvient à s'y faire une place. José, un temps turbulent et compromettant son nom, fait maintenant son service militaire au Maroc. Alors que leur mère Blanche Frontenac meurt, Yves, miné par un amour contrarié, ne peut que se reprocher de n'avoir pu lui faire un dernier adieu. L'oncle Xavier, malade de la poitrine, à son tour vit ses derniers jours. La fratrie Frontenac se ressoude une dernière fois autour de lui, avant que la guerre qui s'annonce n'emporte José.

## Adaptation
Le roman a été adapté par Maurice Frydland en 1975 dans le téléfilm Le Mystère Frontenac.

## Éditions
- Le Mystère Frontenac, éditions Grasset, 1933.